# Hugues de Montréal
Hugues de Montréal (né vers 1085 - † vers 1125) est seigneur de Montréal au début du XIIe siècle. Il est le fils de Milon de Montréal, seigneur de Montréal et de Chacenay, et de son épouse Adélaïde dont le nom de famille est inconnu.

## Biographie
Vers 1107, à la mort de son père Milon de Montréal, il hérite de la seigneurie de Montréal tandis que son frère puîné Anséric hérite de celle de Chacenay.
En 1113, il est désigné parmi les juges qui doivent résoudre un différend entre l'abbaye de Flavigny et les fils de Thibaud de Maligny, dit le Roux, avoué de cette abbaye.
Il meurt vers 1125 et est remplacé par son fils Anséric III de Montréal.

## Mariage et enfants
En 1110, il épouse Hélvide de Baudément, fille d'André de Baudement, seigneur de Baudement et sénéchal de Champagne, et d'Agnès de Braine, dont il a trois enfants :
- Anséric III de Montréal, qui succède à son père ;
- André de Montréal, probablement mort jeune et sans héritier[1] ;
- Guy de Montréal, seigneur d'Arcis sur Aube. Il se croise en 1150. Probablement mort sans héritier[2].

Une fois veuve, Hélvide de Baudément épouse en secondes noces Guy Ier de Dampierre.

## Sources
- Ernest Petit, Histoire des ducs de Bourgogne de la race capétienne, 1889.
- Ernest Petit, Seigneurie de Montréal-en-Auxois, 1865.